# Adriana Carmona
Adriana Carmona Gutiérrez (ur. 3 grudnia 1973 w Puerto la Cruz) – wenezuelska zawodniczka taekwondo. Brązowa medalistka olimpijska z Aten.
W 1992 po raz pierwszy brała udział w igrzyskach olimpijskich, jednak taekwondo było wówczas jedynie sportem pokazowym, a ona dotarła do półfinału. Brała udział również w trzech igrzyskach już w pełnoprawnej rywalizacji (IO 00, IO 04, IO 08). Medal w 2004 wywalczyła w wadze powyżej 67 kilogramów. W 2000 była chorążym reprezentacji Wenezueli podczas ceremonii otwarcia igrzysk. W 1993 została srebrną medalistką mistrzostw świata. Zdobyła trzy medale igrzysk panamerykańskich: złoto w 1995 oraz srebro w 1999 i 2003.